# NGC 1320
NGC 1320 (другие обозначения — MCG −1-9-36, MK 607, KUG 0322-032, IRAS03222-0313, PGC 12756) — спиральная галактика (Sa) в созвездии Эридан.
Этот объект входит в число перечисленных в оригинальной редакции «Нового общего каталога».
В галактике вспыхнула сверхновая звезда SN 1994aa типа Iа. Её пиковая звёздная величина составила 17.
Галактика обладает активным ядром и относится к сейфертовским галактикам типа II
В галактике наблюдается повышенное ультрафиолетовое излучение, и потому её относят к галактикам Маркаряна. Причиной является всплеск звездообразования из-за взаимодействия галактик.